# 심명섭
심명섭(沈明燮, 1898년 ~ 1950년?)은 대한민국의 감리교 목사이다. 종교인, 목회자, 저술가였던 그는 소설가 심훈의 둘째 형으로도 잘 알려져 있다. 호는 설송이다.

## 생애
충청남도 당진군에서 출생하였고 지난날 한때 경기도 시흥에서 잠시 유아기를 보낸 적이 있으며 그 후 경기도 과천과 한성부에서 성장한 그는 경성 선린고등상업학교를 수료하고 일본에 유학하여 도쿄 아오야마 중학교를 졸업한 후 귀국하여 동아부인상회라는 상점 경영에 참여했다가 개신교에 입문했다. 당시 동아부인상회는 지식인의 출입이 잦아 정보교환의 장 역할을 했다.
충남 예산교회 및 아산교회의 전도사를 거쳐서, 목사 안수를 받고 경성부 창천교회와 중앙교회의 담임목사로 시무했다. 신흥우가 조직한 적극신앙단에 가담해 운동을 주도하였다. 기독교신문협회 이사 겸 기독교신문 편집위원도 역임하는 등 기독교 언론에 관심을 보였다.
태평양 전쟁 기간 중 조선임전보국단에 참여해 신흥우가 부장으로 있는 총무부 부원을 지냈고, 일제가 강요한 개신교 교파 합병 작업에도 감리교 측 대표로 참여했다. 광복 후 감리교단 내부에서 친일 목회자와 신자들을 지목하며 반성을 요구해 내분이 일어났을 때, 심명섭은 정춘수, 갈홍기, 이동욱, 김영섭 등과 함께 대표적인 친일 목사로 꼽혔다.
심명섭이 1941년 《매일신보》에 기고한 글에는, 기독교가 전파되는 과정에서 각 지방의 역사와 풍습, 민족성에 맞추어 변화되어 왔다며 이 시기의 황민화 기독교를 정당화하는 내용이 들어 있다. 또한, 태평양 전쟁 승리를 위해 죽음을 각오하고 적극 나설 것을 촉구하는데 "목숨을 버리는 자는 영생을 얻는다"는 예수의 말을 원용하고 있다.
광복 후 일찍 사망한 동생 심훈의 유고 작품을 모아 시집 《그 날이 오면》을 간행했고, 대한기독교교육협회 부총무를 거쳐 부이사장을 맡아 재임하였다. 한국 전쟁 초기에 서울이 조선인민군에게 점령되었을 때 이들을 환영하는 행사를 준비하는데 감리교 대표로 참가 하였으나, 정치보위부의 호출에 이어 실종되어 납북된 것으로 추정된다.
2008년 공개된 민족문제연구소의 친일인명사전 수록예정자 명단의 종교 부문에 선정되었다. 형인 심우섭도 이 명단의 언론/출판 부문에 포함되어 있다.

## 가족관계
- 증조부 : 심의붕(沈宜朋)
- 증조모 : 연안 이씨
- 증조모 : 전주 이씨
- 증조모 : 탐진 최씨
  - 조부 : 심정택(沈鼎澤)
  - 조모 : 광주 안씨
    - 아버지 : 심상정(沈相涏)
    - 어머니 : 해평 윤씨
      - 형님 : 심우섭(沈友燮)
      - 남동생 : 심대섭(沈大燮)
      - 여동생 : 심원섭(沈元燮), 기계인 유원식에게 출가
      - 부인 : 안동 권씨
        - 장남 : 심재철(沈載哲)

      - 부인 : 안동 김씨
        - 차남 : 심재천(沈載天)
        - 장녀 : 전주인 이정구에게 출가
        - 차녀 : 반남인 박필영에게 출가

## 같이 보기
- 적극신앙단
- 조선임전보국단
- 심우섭
- 심훈
- 윤극영

## 참고 자료
- “심명섭”. 코이딕. 2008년 2월 13일에 확인함.[깨진 링크(과거 내용 찾기)]
- 반민족문제연구소 (1994년 3월 1일). 〈갈홍기 : 이승만 정부의 충실한 이념적 대변인 (김흥수)〉. 《청산하지 못한 역사 2》. 서울: 청년사. ISBN 9788972783138.
- 권영민 (2004년 2월 25일). 《한국현대문학대사전》. 서울: 서울대학교출판부. 510쪽쪽. ISBN 8952104617.
- 한국민족운동사학회 (2003년 6월 30일). 《1930년대 예술문화운동》. 서울: 국학자료원. 85쪽쪽. ISBN 8954100635.